# Sclerolinum sibogae
Sclerolinum sibogae är en ringmaskart som beskrevs av Southward 1961. Sclerolinum sibogae ingår i släktet Sclerolinum och familjen skäggmaskar. Inga underarter finns listade i Catalogue of Life.